# NTTデータ品川ビル
NTTデータ品川ビル（エヌティティデータしながわビル）は、東京都港区に建つ超高層ビルである。愛称はアレア品川。

## 建築
1998年4月、品川駅東口再開発地区のB-3エリアの敷地をNTTデータが取得。近隣にはNTT品川TWINSなどNTTグループの既存施設や所有地があり、街区全体をNTTグループで揃えることで作業効率の向上や資産価値を高める狙いがあった。エフエム品川特定目的会社および個人1名を事業主とし、NTTデータがリースを受ける形態が採られた。2001年4月に着工。27か月の工期ののち、2003年6月20日に竣工した。8～21階は事務室、22階～27階はデータセンター互換フロアの構成で、NTTデータとして初のオフィス主体のビルとなった。品川駅に近いことから、1～2階には一般に利用できる飲食・物販店鋪が入る。3～5階には500人収容の貸会議室「東京コンファレンスセンター品川」が開設された。愛称の「アレア（A,Re,A）」はラテン語の「Ardorem repono in anima」を略したもので、「魂に情熱を注ぐ」という意味が込められている。
花崗岩のボーダーが入った黒い熱線反射ガラスのカーテンウォールが外観の特徴で、外断熱ダブルスキン構造が採用されている。全館にIP電話が導入され、次世代ビル管理システム「e3 BISION」や自動電圧調整装置「エコリスタ」など当時の最先端のITが採用された。建設資材や内装材にはリサイクルを前提とした、あるいはリサイクルされた材料が使用され、空調には地域熱供給を利用するなど環境に配慮した設計が採り入れられている。
2004年度には、グッドデザイン賞を受賞した。

## 周辺
品川駅港南口北側にはNTTドコモ品川ビル、NTT品川TWINS、品川シーズンテラスなどNTTグループが関係する建物が多く立地する。